# Ladislav Trojan
 Ladislav Trojan  (ur. 1 sierpnia 1932 w Pradze, zm. 18 grudnia 2022) – czeski aktor; ojciec Ivana Trojana i Ondrzeja Trojana.

## Biogram
Po ukończeniu praskiej DAMU grał w Teatrze Realistycznym (Realistické divadlo) w Pradze (1958–65), potem członek Miejskich Teatrów Praskich, gdzie występował przede wszystkim w rolach komediowych. Obecnie występuje w teatrze Na Fidlovačce.
W filmie  pojawił się w latach 50., w większej części w rolach epizodycznych i drugoplanowych. Najbardziej znaną jego rolą jest postać Václava Potůčeka w serialu telewizyjnym Tři chlapi v chalupě (1962).

## Filmografia
- Srebrny wiatr (1956)
- Ucieczka przed cieniem (1959)
- Rychlík do Ostravy (1960)
- Práče (1960)
- Tři chlapi v chalupě (1963)
- Na kolejích čeká vrah (1970)
- Kronika gorącego lata (1973)
- Tři chlapi na cestách (1973)
- Vysoká modrá zeď (1973)
- Brygada upał (1977)
- Królewicz i gwiazda wieczorna (1979)
- Kelner, płacić! (1981)
- Vítr v kapse (1982)
- Pod nohama nebe (1983)
- Śmierć pięknych saren (1987)
- Kamarád do deště (1988)
- Kouzelný měšec (1996)
- Panic je nanic (2006)

## Role telewizyjne
- serial Rodina Bláhova (1959)
- serial Tři chlapi v chalupě (1962)
- serial Hříšní lidé města pražského (1968)
- serial F. L. Věk (1971)
- serial Trzydzieści przypadków majora Zemana (1974)
- film Koloběžka první (1984)
- serial Sławne historie zbójeckie (1985)
- serial Dobrodružství kriminalistiky (1989)
- serial Náhrdelník (1992)
- serial Powrót Arabeli (1993)
- serial Četnické humoresky (1997)